# Karboxylace

Pro fixaci CO_{2} mají některé rostliny - C4 a CAM - přizpůsobený biochemický cyklus, Hatchův Slackův cyklus

Karboxylace je chemická reakce, při které se (pomocí enzymu nebo jiného katalyzátoru) váže CO2 do uhlovodíkového řetězce jako karboxylová skupina R-COO−. Nejběžnější karboxylační reakcí v přírodě je reakce CO2 s ribulosou-1,5-bisfosfátem za katalýzy enzymem RuBisCO, při které vznikají dvě molekuly 3-fosfoglycerátu. Tato reakce probíhá v temnostní fázi fotosyntézy v Calvinově cyklu.